# Sirhookera
Sirhookera es un género que tiene asignada unas dos especies de orquídeas, de la tribu Vandeae de la familia (Orchidaceae).

## Taxonomía
El género fue descrito por Carl Ernst Otto Kuntze y publicado en Revisio Generum Plantarum 2: 681. 1891.

## Especies
- Sirhookera lanceolata (Wight) Kuntze,  (1891).
- Sirhookera latifolia (Wight) Kuntze